# Бразь (комуна)
Бразь, Бразі (рум. Brazi) — комуна у повіті Прахова в Румунії. До складу комуни входять такі села (дані про населення за 2002 рік):
- Бетешть (1724 особи)
- Бразій-де-Жос (725 осіб)
- Бразій-де-Сус (1848 осіб) — адміністративний центр комуни
- Негоєшть (1851 особа)
- Попешть (1796 осіб)
- Стежару (605 осіб)

Комуна розташована на відстані 46 км на північ від Бухареста, 9 км на південь від Плоєшті, 94 км на південь від Брашова.

## Населення
За даними перепису населення 2002 року у комуні проживали 8549 осіб.
Національний склад населення комуни:
| Національність            | Кількість осіб | Відсоток |
| ------------------------- | -------------- | -------- |
| румуни                    | 8539           | 99,9%    |
| турки                     | 4              | < 0,1%   |
| угорці                    | 2              | < 0,1%   |
| німці                     | 2              | < 0,1%   |
| чехи                      | 1              | < 0,1%   |
| не вказали національність | 1              | < 0,1%   |

Рідною мовою назвали:
| Мова                  | Кількість осіб | Відсоток |
| --------------------- | -------------- | -------- |
| румунська             | 8544           | 99,9%    |
| турецька              | 2              | < 0,1%   |
| угорська              | 1              | < 0,1%   |
| німецька              | 1              | < 0,1%   |
| не вказали рідну мову | 1              | < 0,1%   |

Склад населення комуни за віросповіданням:
| Релігія            | Кількість осіб | Відсоток |
| ------------------ | -------------- | -------- |
| православні        | 7859           | 91,9%    |
| бретрени           | 397            | 4,6%     |
| адвентисти         | 188            | 2,2%     |
| лютерани           | 23             | 0,3%     |
| п'ятдесятники      | 19             | 0,2%     |
| римо-католики      | 10             | 0,1%     |
| не релігійні       | 7              | 0,1%     |
| баптисти           | 4              | < 0,1%   |
| мусульмани         | 4              | < 0,1%   |
| атеїсти            | 3              | < 0,1%   |
| старообрядці       | 2              | < 0,1%   |
| не вказали релігію | 31             | 0,4%     |